# Snabelkalla
Snabelkalla (Arisaema) er en slægt med ca. 250 arter, der er udbredt over hele den Nordlige halvkugle. Det er flerårige, urteagtige planter, der danner jordknolde eller jordstængler. De tropiske arter er stedsegrønne og vokser uafbrudt året igennem, mens de løvfældende hvert år danner 1-3 blade. Bladene er stilkede og ofte trekoblede eller finnede. Blomstringen foregår oftest om foråret eller i sommertiden, sådan at blade og blomster springer ud samtidigt. Blomsterstanden består af et skaft, en kolbe med blomster og et hylsterblad, som er rørformet sammenrullet forneden. De fleste arter er tvebo, sådan at blomsterstanden enten udelukkende består af hanlige blomster eller udelukkende består af hunlige blomster. Kønnet er dog ikke fastlagt én gang for alle, da planten kan skifte køn fra år til år, afhængigt af alder og trivsel. Nogle arter har kolber, der er dannet af partier med rent hanlige eller rent hunlige blomster. Frugterne er røde bær, der indeholder nogle få frø.
| Beskrevne arter |

- Amursnabelkalla (Arisaema amurense)
- Kinesisk snabelkalla (Arisaema candidissimum)
- Afghansk snabelkalla (Arisaema flavum)
- Sikosnabelkalla (Arisaema sikokianum)
- Drejesnabelkalla (Arisaema tortuosum)
- Amerikansk snabelkalla (Arisaema triphyllum)

| Andre arter |

| - Arisaema abei - Arisaema aequinoctiale - Arisaema agasthyanum - Arisaema album - Arisaema anomalum - Arisaema aprile - Arisaema aridum - Arisaema asperatum - Arisaema auriculatum - Arisaema austroyunnanense - Arisaema averyanovii - Arisaema balansae - Arisaema bannaense - Arisaema barbatum - Arisaema barnesii - Arisaema bockii - Arisaema bonatianum - Arisaema bottae - Arisaema brucei - Arisaema calcareum - Arisaema caudatum - Arisaema chuanxiense - Arisaema chumponense - Arisaema ciliatum - Arisaema clavatum - Arisaema concinnum - Arisaema condaoense - Arisaema consanguineum - Arisaema constrictum - Arisaema cordatum - Arisaema costatum - Arisaema cucullatum - Arisaema dahaiense - Arisaema decipiens - Arisaema dracontium - Arisaema echinatum - Arisaema echinoides - Arisaema ehimense - Arisaema elephas - Arisaema enneaphyllum - Arisaema erubescens - Arisaema exappendiculatum - Arisaema fargesii - Arisaema filiforme | - Arisaema fimbriatum - Arisaema formosanum - Arisaema franchetianum - Arisaema fraternum - Arisaema galeatum - Arisaema garrettii - Arisaema ghaticum - Arisaema grapsospadix - Arisaema griffithii - Arisaema hainanense - Arisaema handelii - Arisaema heterocephalum - Arisaema heterophyllum - Arisaema hunanense - Arisaema ilanense - Arisaema inclusum - Arisaema intermedium - Arisaema ishizuchiense - Arisaema iyoanum - Arisaema jacquemontii - Arisaema jethompsonii - Arisaema jingdongense - Arisaema kawashimae - Arisaema kerrii - Arisaema kishidae - Arisaema kiushianum - Arisaema kuratae - Arisaema lackneri - Arisaema laminatum - Arisaema leschenaultii - Arisaema lichiangense - Arisaema lidaense - Arisaema lihengianum - Arisaema limbatum - Arisaema linearifolium - Arisaema lingyunense - Arisaema lobatum - Arisaema longipedunculatum - Arisaema macrospathum - Arisaema maekawae - Arisaema mairei - Arisaema maximowiczii - Arisaema maxwellii - Arisaema meleagris | - Arisaema menglaense - Arisaema microspadix - Arisaema mildbraedii - Arisaema minamitanii - Arisaema minus - Arisaema monophyllum - Arisaema mooneyanum - Arisaema muratae - Arisaema muricaudatum - Arisaema murrayi - Arisaema nagiense - Arisaema nambae - Arisaema negishii - Arisaema nepenthoides - Arisaema nikoense - Arisaema nilamburense - Arisaema odoratum - Arisaema ogatae - Arisaema omkoiense - Arisaema ornatum - Arisaema ovale - Arisaema pachystachyum - Arisaema pallidum - Arisaema parisifolia - Arisaema parvum - Arisaema pattaniense - Arisaema penicillatum - Arisaema petelotii - Arisaema petiolulatum - Arisaema pianmaense - Arisaema pingbianense - Arisaema polyphyllum - Arisaema prazeri - Arisaema propinquum - Arisaema psittacus - Arisaema quinatum - Arisaema quinquelobatum - Arisaema ramulosum - Arisaema ringens - Arisaema rostratum - Arisaema roxburghii - Arisaema rubrirhizomatum - Arisaema ruwenzoricum - Arisaema sachalinense | - Arisaema saddlepeakense - Arisaema sarracenioides - Arisaema saxatile - Arisaema sazensoo - Arisaema schimperianum - Arisaema scortechinii - Arisaema seppikoense - Arisaema serratum - Arisaema setosum - Arisaema siamicum - Arisaema siangense - Arisaema silvestrii - Arisaema sinii - Arisaema sizemoreae - Arisaema smitinandii - Arisaema somalense - Arisaema souliei - Arisaema speciosum - Arisaema sukotaiense - Arisaema taiwanense - Arisaema tengtsungense - Arisaema ternatipartitum - Arisaema ternatum - Arisaema thunbergii - Arisaema tosaense - Arisaema translucens - Arisaema tsangpoense - Arisaema tuberculatum - Arisaema ulugurense - Arisaema umbrinum - Arisaema undulatifolium - Arisaema utile - Arisaema vexillatum - Arisaema victoriae - Arisaema wangmoense - Arisaema wardii - Arisaema wattii - Arisaema wilsonii - Arisaema wrayi - Arisaema xuanweiense - Arisaema yamatense - Arisaema yanxianum - Arisaema yunnanense - Arisaema zhui |

## Note
1. ↑  Artsregistret er hentet fra Kew. Royal Botanic Gardens: Arisaema (engelsk)